# 趙珠珠
趙 珠珠（ちょう しゅしゅ、1113年 - ?）は、北宋の徽宗の第22皇女（夭逝を除いて第11皇女）。

## 経歴
婉容嬪王氏の娘として生まれた。恵福帝姫の位を授けられた。
靖康の変の際、徽宗や欽宗らと共に金軍に拉致された。連行の前、完顔宗望（珠珠の異母姉の趙福金の後夫）は個人的に酒宴を設け、徽宗はこれに応じた。宗望は酒宴のついでに完顔斜保（完顔宗翰の次男）の仲人として、珠珠を所望した。徽宗は承知し、珠珠は斜保の次婦（妾妻）となった。
金に到着後、宗望・設野馬（珠珠の異母姉の趙富金の後夫）・斜保は徽宗を私的に訪問し、駙馬（婿）の礼をとった。『三朝北盟会編』（1162年完成）によると、同書の頃まで珠珠は金で健在であった。

## 伝記資料
- 『宋史』
- 『靖康稗史箋證』
- 『北狩見聞』
- 『三朝北盟会編』